# معهد الإدارة العامة (السعودية)
معهد الإدارة العامة، (بالإنجليزية: Institute of Public Administration)‏ أحد أعرق معاهد التنمية الإدارية في العالم العربي،  أنشئ بمرسوم ملكي بتاريخ 24/ 10 /1380هـ/ 10 /4 /1961م ، كما أنه أول مؤسسة أكاديمية تقدم برامج عليا في القانون بالخليج العربي، حيث  لا يزال يقدم برنامج دبلوم الأنظمة من 21 /7 / 1971 وتم تغيير مسماه لاحقاً إلى دبلوم الدراسات القانونية.

## أهداف المعهد
- الرقي بمستوى الإدارة بالمملكة العربية السعودية، ورفع إنتاجية موظفي الدولة مما يُدعم بنية الاقتصاد الوطني.
- العمل على رفع كفاءة الأجهزة الحكومية بتقديم الاستشارات والدراسات التي من شأنها رفع الإصلاح الإداري.
- إثراء الفكر من خلال الأبحاث الإدارية والتنظيمية.
- تطوير الخدمات الوثائقية من خلال الوثائق الإدارية للمملكة.
- المساهمة في التطوير الإداري من خلال المؤتمرات والندوات التي تخدم المجال.[4]

## تاريخ المعهد

### البدايات
تعود بدايات المعهد إلى أمر الملك سعود بن عبد العزيز بموجب المرسوم الملكي رقم (93) وتاريخ 24/10/1380 هـ الموافق (10/4/1961 م)، بتأسيس معهد الإدارة كهيئة حكومية مستقلة ذات شخصية اعتبارية؛ بهدف رفع كفاءة موظفي الدولة وإعدادهم علميًا لتحمل مسئولياتهم وممارسة صلاحياتهم على نحو يكفل الارتقاء بمستوى الإدارة ويدعم قواعد تنمية الاقتصاد الوطني. كما يختص المعهد بالمساهمة في التنظيم الإداري للإدارة الحكومية وإعطاء المشورة في المشكلات الإدارية التي تعرضها عليه الوزارات والأجهزة الحكومية، والبحوث المتعلقة بشئون الإدارة وتوثيق الروابط الثقافية في مجال الإدارة العامة. وقد تخرج من برامج المعهد الإعدادية عدد كبير من الوزراء والمحامين ورجال الدولة.
جاءت فكرة إنشاء معهد الإدارة العامة في المملكة العربية السعودية إداركاً من القيادة العليا في الدولة بضرورة إيجاد جهاز يقوم بتدريب الموظفين والعناية الدقيقة والسريعة بإعداد كفاءات إدارية وطنية على مستوى عال من من القدرة والمهارة، تستطيع مواكبة التطورات المتلاحقة والمتسارعة في ميدان الإدارة والتنمية. 
وكان صدور الأمر الملكي الكريم رقم (5/19/1/4288) في 1/2/1373هـ بالموافقة على تشكيل أول مجلس للوزراء في المملكة العربية السعودية برئاسة الأمير سعود بن عبد العزيز ولي العهد (آنذاك)، بمثابة أول تشكيل لبناء الجهاز الإداري للدولة واشتمل المجلس على تسع وزارات. وبعد مضي عدد من السنوات على هذا التشكيل، ومن أجل إحداث تطوير إداري للأجهزة الحكومية وبناء إدارة قوية فقد استعانت المملكة بالخبرات العالمية، فتمت الاستعانة بالبنك الدولي للإنشاء والتعميرالذي أصدر تقريراً في (نوفمبر 1960م) تضمن توصيات تخص تطوير الجهاز الحكومي وتنمية القوى العاملة في الدولة. كما تمت الاستعانة بإدارة المعونة الفنية بالأمم المتحدة التي أعدت تقريراً عن أوضاع الأجهزة الإدارية السعودية، مشتملاً على التوصيات اللازمة لتطويرها. 
وكان من أهم تلك التوصيات إنشاء معهد الإدارة العامة لإتاحة التدريب المناسب لكافة المستويات الوظيفية ورفع مستوى الأداء في الأجهزة الحكومية. 
وبعد مناقشة تقرير الأمم المتحدة وتوصياته، صدر قرار مجلس الوزراء رقم (522) وتاريخ 12/10/1380هـ. بالموافقة على مشروع نظام المعهد، ثم صدر المرسوم الملكي الكريم رقم (93) وتاريخ 24/10/1380هـ، بالموافقة على قرار مجلس الوزراء. 
وقد نصت المادة الثانية من نظام المعهد على أهداف المعهد والمتمثلة فيما يلي:
الغرض من المعهد هو رفع كفاءة موظفي الدولة، وإعدادهم علمياً وعملياً لتحمل مسئولياتهم وممارسة صلاحياتهم، على نحو يكفل الارتفاع بمستوى الإدارة، ويدعم قواعد تنمية الاقتصاد الوطني، وذلك بتنظيم دورات تدريبية، كما يختص المعهد بالمساهمة في التنظيم الإداري للإدارة الحكومية، وإعطاء المشورة في المشاكل الإدارية التي تعرضها عليه لوزارات والهيئات الحكومية، وإجراء البحوث المتلعقة بشئون الإدارة، وتوثيق الروابط الثقافية في مجال الإدارة العامة. 
وكان الأستاذ محمد بن علي أبا الخيل أول مدير عام لمعهد الإدارة العامة وتولى إدارته خلال الفترة من 26/5/1381هـ إلى 17/11/1384هـ.
وساهم معهد الإدارة العامة مساهمة فعالة خلال مسيرة تجاوزت النصف قرن من عمره في التطوير والتنمية الإدارية في المملكة العربية السعودية، وأصبح بيت خبرة في هذا المجال، واحتضن المعهد مقر الأمانة العامة للجنة العليا للإصلاح الإداري منذ إنشائها عام 1383هـ، برئاسة رئيس مجلس الوزراء وينوب عنه وزير الدفاع والطيران، وكذلك الأمانة العامة للجنة العليا للتنظيم الإداري التي حلت محل اللجنة العليا للإصلاح الإداري منذ عام 1420هـ إلى عام 1435هـ. 
وقد تجاوز المعهد دوره التنموي المحلي إلى المحيط الخليجي والعربي، حيث ساهم في إعادة تنظيم وتطوير العديد من الأجهزة الإدارية والمنظمات والهئيات الدولية. كما تقلد العديد من منسوبيه إلى مناصب قيادية في بعض المنظمات، العربية والدولية. وانضم آخرون إلى مجالس إدارات تلك المنظمات والهيئات، وأصبح لهم دور مؤثر في نشاطاتها وبرامجها. كما دأب المعهد وخلال مسيرته على دعم الأجهزة الحكومية المخلتفة والقطاع الخاص، ومجلس الشورى ومجالس الإدارات في القطاعين الحكومي والخاص، بالكفاءات القيادية التي تولت مناصب رفيعة في تلك الأجهزة، وساهمت في تنميتها وتطويرها.
في ديسمبر 2024م دشن وزير الموارد البشرية والتنمية الاجتماعية الهوية الجديدة لمعهد الإدارة العامة ضمن فعاليات المنتدى القيادي 2024م.

## فروع المعهد
لمعهد الإدارة العامة عدة فروع ، تتبع إدارياً المقر الرئيسي في مدينة الرياض. ويهدف المعهد من إنشاء الفروع لتوسيع نشاطاته وخدماته لتصل لكافة أرجاء المملكة والاستجابة للتوسع الكبير الذي شهدته الأجهزة الحكومية بما يحقق مقابلة متطلبات التنمية الإدارية في السعودية.
قائمة بفروع معهد الإدارة العامة:
- فرع معهد الإدارة العامة بالمنطقة الشرقية بمدينة الدمام وتم إنشاؤه عام 1393 هـ.
- فرع معهد الإدارة العامة بمنطقة مكة المكرمة بمحافظة جده وتم إنشاؤه عام 1394 هـ.
- فرع معهد الإدارة العامة النسائي بمدينة الرياض وتم إنشاؤه عام 1403 هـ.
- فرع معهد الإدارة العامة بمنطقة عسير بمدينة أبها وتم إنشاؤه عام 1436 هـ.
- فرع معهد الإدارة العامة النسائي بالمنطقة الشرقية بمدينة الدمام وتم إنشاؤه عام 1436هـ.

## النشاطات الرئيسة
ينقسم نشاط معهد الإدارة العامة إلى خمسة نشاطات رئيسة هي:
- تدريب موظفي الدولة وذلك (أثناء الخدمة) و(قبل الخدمة).
- الاستشارات التي يقدمها المعهد لمختلف مؤسسات الدولة.
- البحوث الإدارية.
- التوثيق الإداري.
- البرامج الإعدادية فوق الجامعية وتتمثل حالياً في برنامج واحد وهو (الدراسات القانونية) ويقدم حصراً للحاصلين على بكالوريوس في الشريعة أو في الأنظمة وساهم في تخريج عدد كبير من القضاة والمحامين في المملكة [7]

## الرؤية المستقبلية للمعهد
يعمل المعهد على تحقيق التنمية الإدارية في السعودية من خلال تقديم خدمات تدريب متميزة وذات جودة عالية بأقل تكلفة للقطاعين الحكومي والخاص ترقى لمستوى توقعات المستفيدين منها وتحقق رضاهم. كما يهدف لإعداد نخبة من القانونيين السعوديين المتقنين للأعمال القانونية للعمل في مجالات القضاء والمحاماة والاستشارات القانونية بكفاءة عالية من خلال برنامج (الدراسات القانونية) والذي يعد أقدم وأهم برامج المعهد.

## مدراء المعهد
| م | اسم المدير                     | سنة البداية | سنة النهاية |
| - | ------------------------------ | ----------- | ----------- |
| 1 | بندر بن أسعد السجان            | 1441هـ      | حتى الآن    |
| 2 | مشبب بن عايض القحطاني          | 1437هـ      | 1441هـ      |
| 3 | أحمد بن عبد الله الشعيبي       | 1434هـ      | 1437هـ      |
| 4 | عبد الرحمن بن عبد الله الشقاوي | 1420هـ      | 1434هـ      |
| 5 | حمد بن إبراهيم السلوم          | 1416هـ      | 1420هـ      |
| 6 | محمد بن عبد الرحمن الطويل      | 1398هـ      | 1416هـ      |
| 7 | فهد بن سعود الدغيثر            | 1384هـ      | 1398هـ      |
| 8 | محمد بن علي أبا الخيل          | 1381هـ      | 1384هـ      |

## مبادرات معهد الإدارة العامة
بناء وتطبيق الإطار الوطني للتدريب
مبادرة بدأت في العام 2016، تعمل على تنظيم التدريب الموجه لموظفي الخدمة المدنية، من خلال وضع الآليات والمعايير والنماذج والآليات للمراكز المقدمة لخدمات التدريب في القطاعين الحكومي والخاص، ويهدف معهد الإدارة العامة من خلالها لضمان جودة التدريب المقدم، والذي من شأنه رفع كفاءة رأس المال البشري الحكومي.
البرنامج الوطني للابتكار الحكومي
برنامج بدأ في العام 2018، وهو يعمل على تفعيل استخدام طرق غير تقليدية لخلق أفكار وحلول مبتكرة للتحديات التي تواجهها الأجهزة الحكومية، من أجل تطوير العمل الحكومي. يركز البرنامج على تطوير برامج متخصصة في الابتكار الحكومي، لبناء القدرات الوطنية، والعمل على زيادة وعي الموظف الحكومي وتشجيعه على الابتكار، وإيجاد المرافق اللازمة. كما يطور البرنامج منصة إلكترونية توفر مصادر المعلومات وأدلة الابتكار، وتطرح من خلالها التحديات والأفكار والحلول، إلى جانب تطوير دليل لتوضيح مفهوم الابتكار الحكومي.
مراجعة وتطوير الهياكل والأدلة التنظيمية
بدأت المبادرة في العام 2018 بهدف رفع كفاءة وفاعلية التنظيم الإداري في الوزارات، عبر إجراء الدراسات الاستشارية حول الوضع الراهن داخل الوزارات، وتحليله ومقارنته بتجارب أخرى، إضافة لتطوير الهياكل والأدلة التنظيمية، واقتراح بدائل تنظيمية، وأخيرا وضع الخطط التنفيذية.
البرنامج الوطني للتدريب لرؤية المملكة 2030
برنامج وطني يهدف لتوحيد الجهود والتكامل بين الأجهزة الحكومية لتنفيذ البرامج التدريبية، التي تحقق أهداف رؤية 2030، إلى جانب تحسين انتاجية الموظف وترتيب أولويات برامج التدريب.
البرنامج الوطني للتدريب عن بعد 
برنامج وطني يعمل على رفع كفاءة موظفي الخدمة المدنية لزيادة معدلات الإنتاج في القطاع الحكومي، وذلك عبر إلحاقهم بدورات تدريبية مكثفة عن بعد، بدأ البرنامج في العام 2016، ووصل عدد المتدربين من موظفي الخدمة المدنية المستفيدين من البرنامج في العام 2018 إلى 7849 متدرب. وهو يتألف من 85 برنامج تدريبي إلكتروني، ودورات إلكترونية تفاعلية، كما تتنوع فيه مصادر المعرفة ما بين مواد مرئية وملخصات، وتعقد خلاله مؤتمرات إلكترونية. 
البرنامج الوطني لإعداد وتطوير القيادات الإدارية
برنامج يعمل على اكتشاف وإعداد وتطوير القيادات الإدارية، بدأ في العام 2016، ويهدف بحلول العام 2020  لإعداد 1200 قائد إداري، من خلال تطوير معارف المستفيدين ومهاراتهم، بتوفير أدوات القياس للمهارات اللازمة وتطوير الأنظمة واللوائح المتعلقة، إلى جانب بناء قاعدة معلومات مرجعية للقيادات الإدارية المؤهلة في السعودية.
برنامج حلول القضايا والمشكلات الإدارية في أجهزة القطاع الحكومي
يهتم البرنامج منذ العام 2018 ببحث القضايا وتشخيص المشكلات الإدارية داخل أجهزة القطاع الحكومي، وتقديم الحلول لتجازوها، كما يعمل على إنشاء قاعدة بيانات مرجعية، وتأهيل الموارد البشرية في مجال إعداد الدراسات الإدارية.

## منصة إثرائي
في ديسمبر 2017م أطلق معهد الإدارة العامة منصة «إثرائي» للتدريب عن بعد ضمن برنامج التحول الوطني 2020.

## انظر ايضاً
- معهد الأمير خالد الفيصل للاعتدال
- المعهد الملكي للفنون التقليدية
- معهد العاصمة النموذجي

## وصلات خارجية
- الموقع الرسمي
.